# Teorema de Rouché-Frobenius
En matemàtiques, es coneix com a Teorema de Rouché-Frobenius (pels matemàtics Eugène Rouché i Ferdinand Georg Frobenius), un teorema que estableix la condició d'existència de solucions en els sistemes d'equacions lineals. També rep els noms de teorema de Kronecker-Capelli, de Rouché-Capelli o de Rouché-Fontené.

## Definició
Sigui el sistema lineal d'equacions
| {\displaystyle {\begin{cases}{\begin{aligned}\alpha _{1}^{1}x^{1}+\alpha _{2}^{1}x^{2}+\cdots +\alpha _{m}^{1}x^{m}&=\beta ^{1}\\\alpha _{1}^{2}x^{1}+\alpha _{2}^{2}x^{2}+\cdots +\alpha _{m}^{2}x^{m}&=\beta ^{2}\\\ldots \ldots \ldots \ldots \ldots \ldots \ldots \ldots &\ldots \\\ldots \ldots \ldots \ldots \ldots \ldots \ldots \ldots &\ldots \\\ldots \ldots \ldots \ldots \ldots \ldots \ldots \ldots &\ldots \\\alpha _{1}^{n}x^{1}+\alpha _{2}^{n}x^{2}+\cdots +\alpha _{m}^{n}x^{m}&=\beta ^{n}\\\end{aligned}}\end{cases}}\qquad \qquad \qquad (1)} |

amb, respectivament, matriu del sistema i matriu ampliada
| {\displaystyle A={\begin{pmatrix}\alpha _{1}^{1}&\alpha _{2}^{1}&\ldots &\alpha _{m}^{1}\\\alpha _{1}^{2}&\alpha _{2}^{2}&\ldots &\alpha _{m}^{2}\\\vdots &\vdots &\vdots \,\vdots \,\vdots &\vdots \\\alpha _{1}^{n}&\alpha _{2}^{n}&\ldots &\alpha _{m}^{n}\\\end{pmatrix}}\,,\qquad (A\|b)={\begin{pmatrix}\alpha _{1}^{1}&\alpha _{2}^{1}&\ldots &\alpha _{m}^{1}&\beta ^{1}\\\alpha _{1}^{2}&\alpha _{2}^{2}&\ldots &\alpha _{m}^{2}&\beta ^{2}\\\vdots &\vdots &\vdots \,\vdots \,\vdots &\vdots &\vdots \\\alpha _{1}^{n}&\alpha _{2}^{n}&\ldots &\alpha _{m}^{n}&\beta ^{n}\\\end{pmatrix}}} |

i sistema homogeni associat
| {\displaystyle {\begin{cases}{\begin{aligned}\alpha _{1}^{1}x^{1}+\alpha _{2}^{1}x^{2}+\cdots +\alpha _{m}^{1}x^{m}&=0\\\alpha _{1}^{2}x^{1}+\alpha _{2}^{2}x^{2}+\cdots +\alpha _{m}^{2}x^{m}&=0\\\ldots \ldots \ldots \ldots \ldots \ldots \ldots \ldots &\ldots \\\ldots \ldots \ldots \ldots \ldots \ldots \ldots \ldots &\ldots \\\ldots \ldots \ldots \ldots \ldots \ldots \ldots \ldots &\ldots \\\alpha _{1}^{n}x^{1}+\alpha _{2}^{n}x^{2}+\cdots +\alpha _{m}^{n}x^{m}&=0\\\end{aligned}}\end{cases}}\qquad \qquad \qquad (2)} |

Es coneix com a teorema de Rouché-Frobenius el conjunt de les següents proposicions sobre sistemes d'equacions lineals:
- El sistema {\displaystyle (1)} és compatible, és a dir, té solució, si, i només si, la matriu del sistema i la matriu ampliada tenen el mateix rang, això és,

| {\displaystyle {\mbox{rang}}\,A={\mbox{rang}}\,(A\|b)} |
- Si el sistema {\displaystyle (1)} és compatible, aleshores la solució general del sistema s'obté tot sumant a una solució particular la solució general del sistema homogeni associat {\displaystyle (2)}.

## Precisions complementàries
Com que, si {\displaystyle {\mbox{rang}}\,A=m} (el nombre d'incògnites), el sistema homogeni associat només té la solució trivial
| {\displaystyle x^{1}=x^{2}=\cdots =x^{m}=0} |

resulta que el sistema {\displaystyle (1)}, en cas de ser compatible, és determinat, és a dir, amb solució única, si, i només si, {\displaystyle {\mbox{rang}}\,A=m}. Si {\displaystyle {\mbox{rang}}\,A<m}, aleshores la solució de {\displaystyle (1)} no és única i el sistema es diu indeterminat.
Si el cos al qual pertanyen tant coeficients com incògnites és infinit, el cas dels nombres racionals, {\displaystyle \mathbb {Q} }, i les seves extensions algebraiques, dels nombres reals, {\displaystyle \mathbb {R} }, o dels nombres complexos, {\displaystyle \mathbb {C} }, aleshores els nombre de solucions d'un sistema lineal indeterminat és infinit.

## Justificació

### Quant a la primera afirmació
La primera de les afirmacions del teorema resulta òbvia si tenim en compte que, si en afegir la columna
| {\displaystyle b={\begin{pmatrix}\beta ^{1}\\\beta ^{2}\\\vdots \\\beta ^{n}\\\end{pmatrix}}} |

dels termes independents a la matriu {\displaystyle A} del sistema, el rang no varia, això és perquè el vector columna de termes independents, {\displaystyle b}, no és linealment independent dels vectors columna de coeficients,
| {\displaystyle a_{1}={\begin{pmatrix}\alpha _{1}^{1}\\\alpha _{1}^{2}\\\vdots \\\alpha _{1}^{n}\\\end{pmatrix}}\,,\quad a_{2}={\begin{pmatrix}\alpha _{2}^{1}\\\alpha _{2}^{2}\\\vdots \\\alpha _{2}^{n}\\\end{pmatrix}}\,,\quad \ldots \,,a_{m}={\begin{pmatrix}\alpha _{m}^{1}\\\alpha _{m}^{2}\\\vdots \\\alpha _{m}^{n}\\\end{pmatrix}}} |

i, per tant, hi ha {\displaystyle x^{1},x^{2},\ldots ,x^{m}} que fan
| {\displaystyle x^{1}a_{1}+x^{2}a_{2}+\cdots +x^{m}a_{m}=b} |

i el sistema {\displaystyle (1)} té solució. En canvi {\displaystyle {\mbox{rang}}\,A<{\mbox{rang}}\,(A|b)} implica la independència lineal del vector {\displaystyle b} i, per tant, la no existència dels escalars {\displaystyle x^{1},x^{2},\ldots ,x^{m}}, és a dir, la no existència de solucions.

### Quant a la segona afirmació
La segona de les afirmacions del teorema també resulta immediata després de considerar que, si
| {\displaystyle x_{1}^{1},x_{1}^{2},\ldots ,x_{1}^{m}} |

és una solució del sistema {\displaystyle (1)} i
| {\displaystyle x_{2}^{1},x_{2}^{2},\ldots ,x_{2}^{m}} |

també ho és, aleshores
| {\displaystyle x_{1}^{1}-x_{2}^{1},x_{1}^{2}-x_{2}^{2},\ldots ,x_{1}^{m}-x_{2}^{m}} |

és una solució del sistema homogeni {\displaystyle (2)}.